# Orlando Magalhães Carvalho
Orlando Magalhães Carvalho (Pouso Alegre, 20 de novembro de 1910 — Belo Horizonte, 13 de agosto de 1998) foi um cientista político, jornalista e escritor brasileiro. Foi um dos pioneiros no Brasil dos estudos e pesquisas de sociologia eleitoral e estudo dos partidos políticos.

## Academia
Formou-se pela Faculdade de Direito da UMG, futura UFMG, em 1931. Frequentou no ano seguinte, na Sorbonne em Paris o Cours de Civilization Française. Foi fundador do Colégio Marconi em Belo Horizonte onde lecionou até 1950, tendo lecionado também no Colégio Batista Mineiro. Foi professor do Departamento de Instrução da Força Pública do Estado por um ano, e de 1937 a 1942 lecionou no curso Pré-Jurídico do Colégio Universitário de Minas Gerais.
Em 1938 assumiu por concurso a função de professor de Direito Público Constitucional da Faculdade de Direito da UMG. Com o desdobramento desta cadeira em Direito Constitucional e Teoria Geral do Estado, foi indicado para reger esta última em 20 de março de 1941 sendo posteriormente aprovado em concurso para ser seu titular efetivo. Exerceu esta função até 1980 quando foi aposentado por atingir o limite de idade. Foi também catedrático de Língua e Literatura Francesa na Faculdade de Filosofia de Minas Gerais (posteriormente anexada a UFMG sob o nome de FAFICH) de 1939 a 1954. Esteve como professor visitante na Universidade Vanderbilt em Nashville, Tennessee (EUA) em 1968.
Entre outras atividades na vida acadêmica, fez a reorganização da Revista da Faculdade de Direito da UFMG. Criou em 1956 da Revista Brasileira de Estudos Políticos, da qual também foi diretor, e sua coleção de Estudos Sociais e Políticos. Foi presidente da Associação Brasileira de Sociologia e da Associação Brasileira de Ciência Política. Participou também da direção da CAPES, e do Conseil International des Sciences Sociales da UNESCO, em Paris.

### Reitoria
Foi Vice-Reitor da UFMG em dois triênios (1952-1954 e 1955-1957) e depois Reitor de 1961 a 1964, tendo iniciado durante seu mandato a construção do atual campus da Pampulha.
Em 1974 foi reitor pro-tempore da Universidade Federal de Ouro Preto, recém criada.

## Política
Dirigiu o Departamento de Assistência Geral aos Municípios em 1948 e 1949, e o Departamento de Administração Geral em 1949 e 1950, sob o governo de Milton Soares Campos em Minas Gerais, exercendo também por curto intervalo de tempo o cargo de Secretário da Educação e Saúde Pública no final de 1950 e início 1951. Em 1971 presidiu a Comissão Especial de Leis Complementares à Constituição do Estado de Minas Gerais.
Em 1986 foi nomeado pelo então presidente José Sarney para membro da Comissão Provisória de Estudos Constitucionais, conhecida como Comissão Afonso Arinos, que teve por finalidade elaborar um anteprojeto constitucional, oferecido à Assembleia Nacional Constituinte para a elaboração da Constituição de 1988
Foi fundador da UDN em Minas Gerais ocupou altos postos em sua direção e organizou seu Departamento de Cultura.
Entre as missões no exterior foi membro da Missão Brasileira à Argentina, chefiada pelo Ministro San Tiago Dantas em 1963 e delegado da OEA nas eleições presidenciais da República Dominicana em 1966. É oficial da Orden Del Mérito da Argentina e da Légion d'Honneur da França.
Em 1997 foi homenageado pelo prefeito de Belo Horizonte, Célio de Castro, como parte das comemorações do centenário da cidade, com a Medalha Centenário, pelas suas contribuições para a educação do povo belo-horizontino e da implantação do campus da Pampulha da UFMG.

## Jornalismo
Como jornalista, foi redator do Minas Gerais, órgão oficial do estado e colaborador do Correio da Manhã do Rio de Janeiro, e dos Diários Associados de Belo Horizonte. Em 1955 foi eleito para a cadeira 35 da Academia Mineira de Letras, como sucessor de Afonso da Silva Guimarães, por suas várias obras publicadas tanto na sua área acadêmica (Estudos políticos, Direito constitucional e Teoria Geral do Estado), como suas obras jornalísticas.

## Obras

### Livros
- Ensaios de Política Econômica (1934)
- Duas Oficinas de Polícia Técnica -- Lyon e Lausanne (1935)
- O Rio da Unidade Nacional: O São Francisco (Reportagem Ilustrada) (1937); onde faz um relato jornalístico sobre uma viagem Rio São Francisco acima. Este livro é um dos grandes responsáveis pela divulgação do nome Rio da Unidade Nacional para se referir ao Rio São Francisco
- Problemas Fundamentais do Município (1937)
- O Município Mineiro em face das Constituições (1937)
- Resumos de Teoria Geral do Estado (1941)
- Resumos de Teoria Geral do Estado - I: Introdução (1941)
- Resumos de Teoria Geral do Estado - II: Origens do Estado (1942)
- Resumos de Teoria Geral do Estado para Orientação dos Estudantes (1942)
- Curso de Teoria Geral do Estado (1942)
- O Mecanismo do governo Británico (1943)
- Política do Município (Ensaio Histórico) (1945)
- URSS, um Estado Socialista dos Operários e Camponeses (1947)
- A Crise dos Partidos Nacionais (1950)
- Caracterização da Teoria Geral do Estado (1951)
- A Multiplicação dos Municípios em Minas Gerais (1957)
- Ensaios de Sociologia Eleitoral (1958)
- Os Partidos Políticos de Minas Gerais e as eleições de 1958 (1959)
- A atualidade do pensamento político de Milton Campos (1979)

### Capítulos de livros
- Palestra do Professor Orlando M. Carvalho. In BRASIL. Câmara dos Deputados. Reforma do Poder Legislativo no Brasil (1966)
- Características e Distorções da Universidade no Brasil. In Estudos Jurídicos, número especial em homenagem ao Professor Oscar Tenório (1977)